# Tehama (crambídeos)
Tehama (Crambidae) é um gênero de mariposa pertencente à família Crambidae.